# Galium spurium
Galium spurium es una especie de planta herbácea de la familia de las rubiáceas. Es nativa de Eurasia.

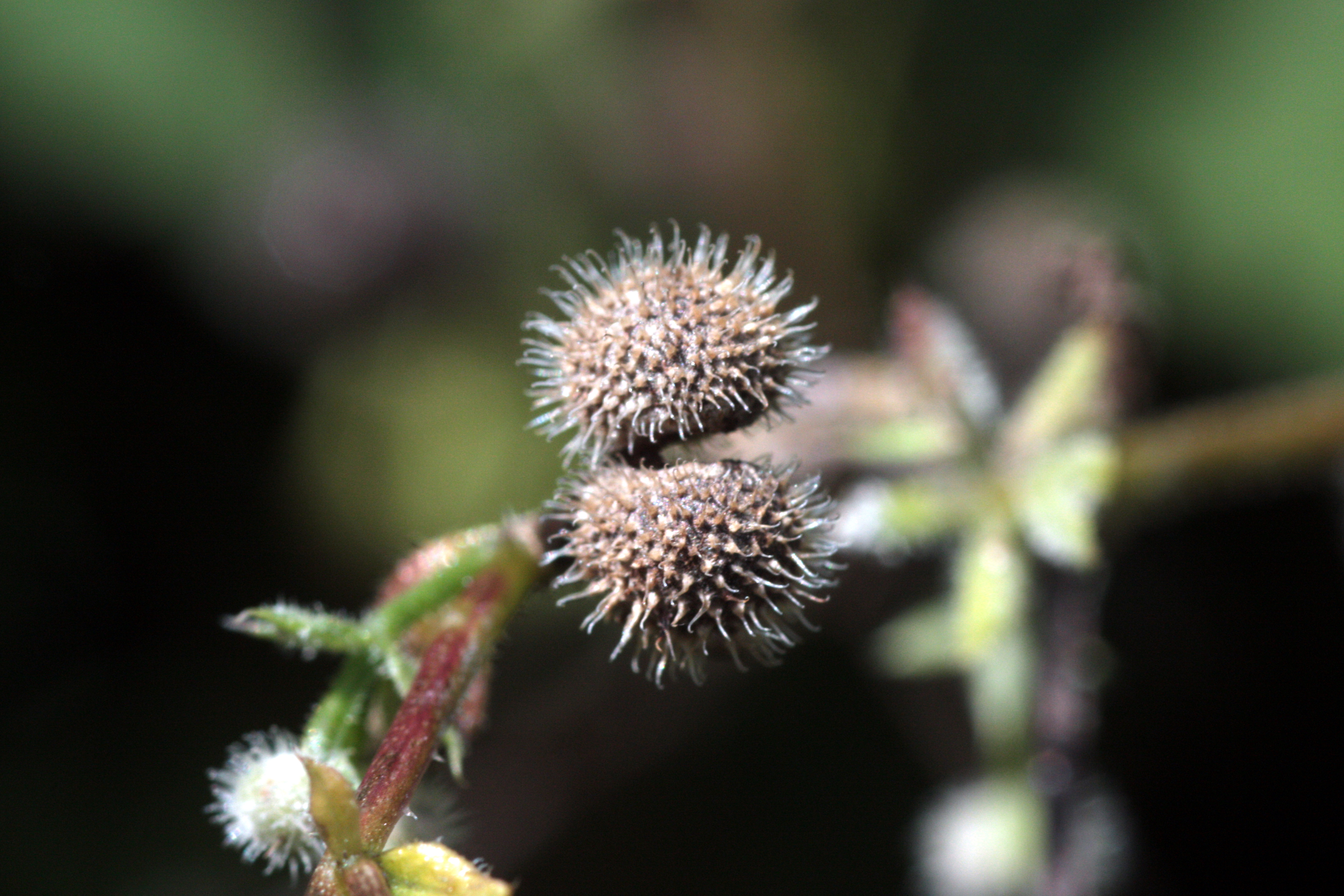
Fruto

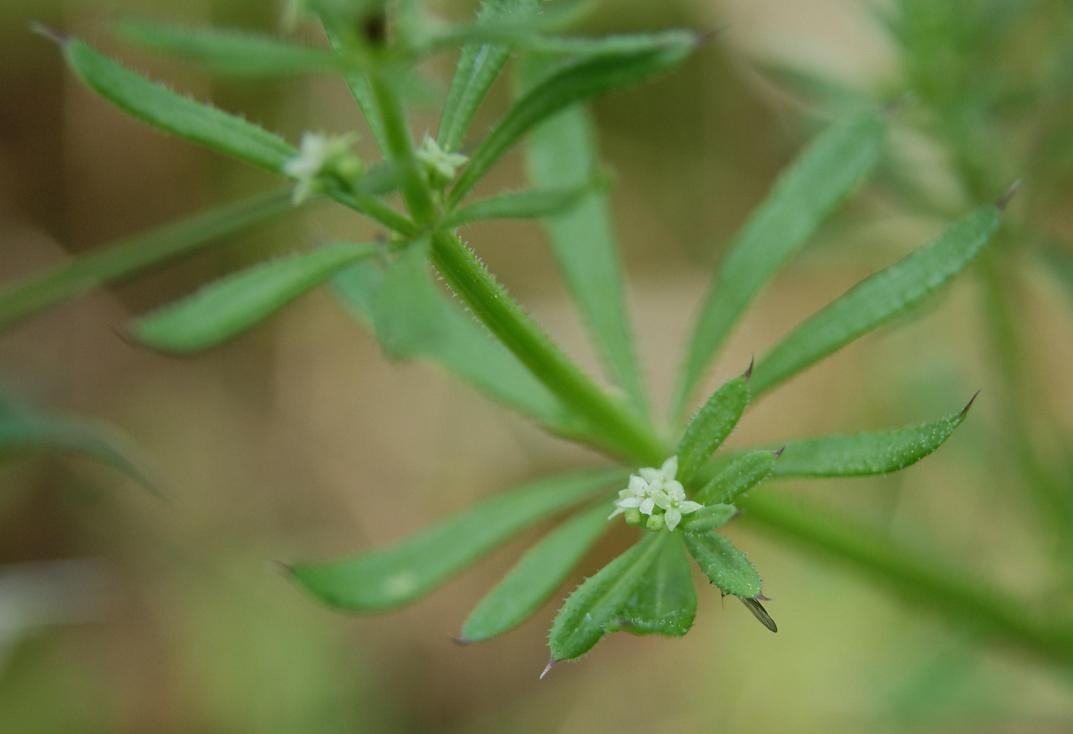
Detalle de las flores y hojas

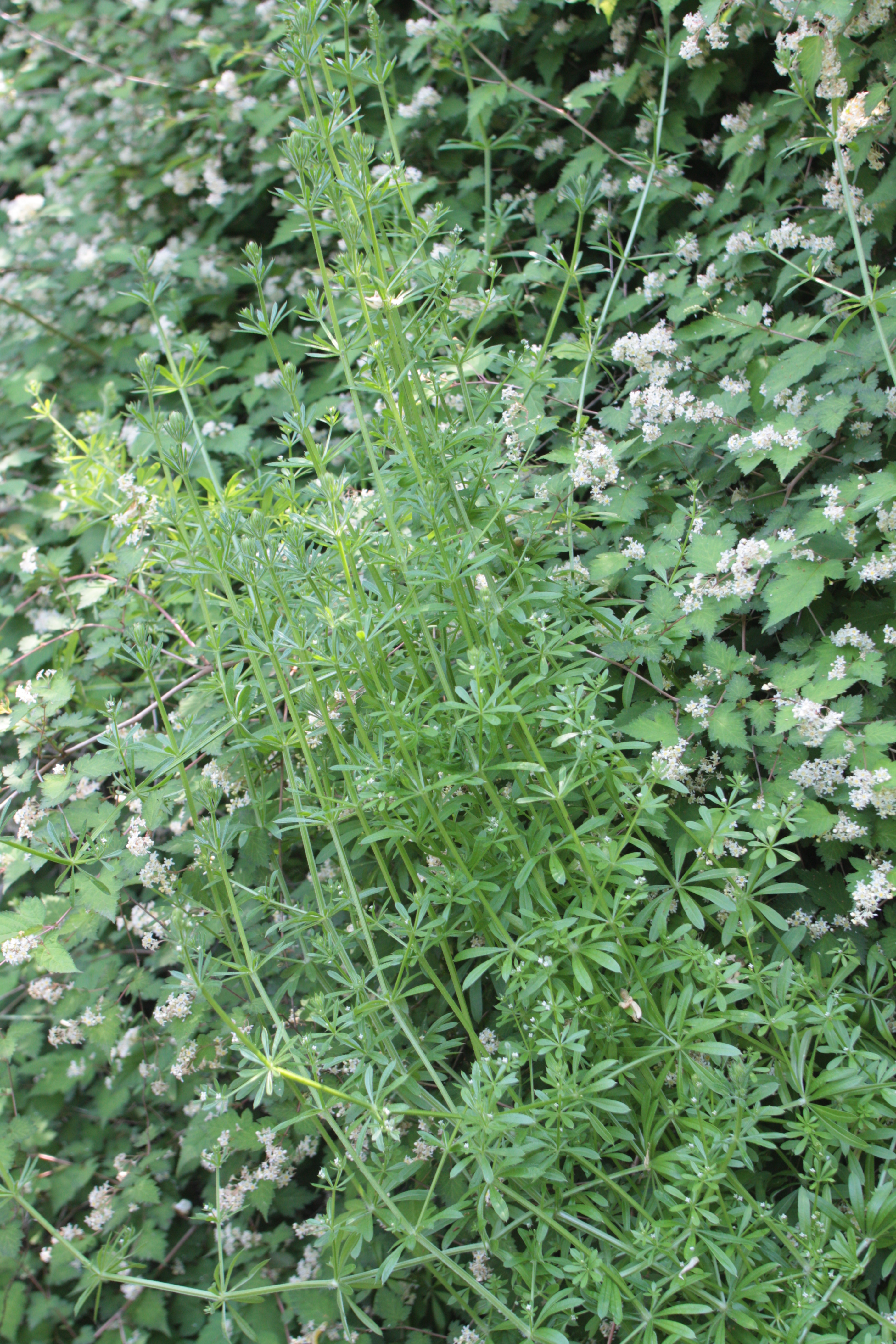
Vista de la planta

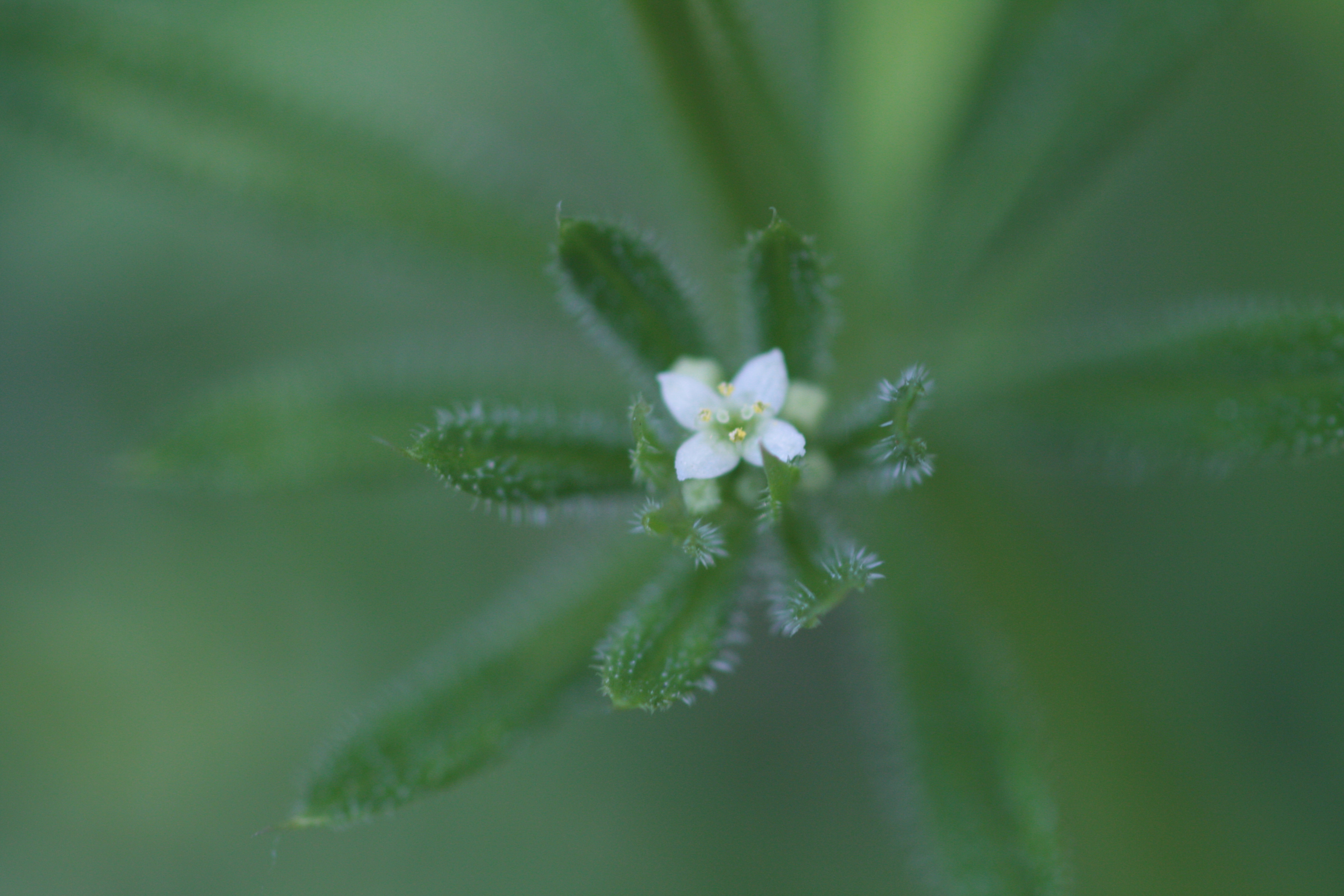
Detalle de la flor

## Descripción
Es una planta herbácea caducifolia, débil, con el tallo  cuadrangular. Las hojas de 4-6 en una espiral, elípticas, lanceoladas u oblanceoladas, de 1-3 x 0,5-1 cm, obtusas o rara vez agudas. La inflorescencia en cimas axilares y terminales; con 1-7 flores; pedúnculo y pedicelo todo rectos. Corola de color blanco o amarillo verdoso, glabra, de 1 mm de largo.

## Distribución
Se distribuye por Eurasia (Asia Occidental), Pakistán y Afganistán.

## Taxonomía
Galium spurium fue descrita por Carlos Linneo y publicado en Species Plantarum 1: 106, en el año 1753.
Etimología
Galium: nombre genérico que deriva de la palabra griega gala que significa  "leche",  en alusión al hecho de que algunas especies fueron utilizadas para cuajar la leche.
spurium: epíteto latíno que significa "falso".
Subespecies aceptadas
- Galium spurium subsp. africanum Verdc.
- Galium spurium subsp. ibicinum (Boiss. & Hausskn.) Ehrend.
- Galium spurium subsp. spurium

Sinonimia
- Aparine spuria (L.) Fourr.
- Aparine tenera (Gren. & Godr.) Fourr.
- Galium aparine var. spurium (L.) Hiern
- Galium aparine var. spurium (L.) W.D.J.Koch
- Galium aparine f. spurium (L.) B.Boivin
- Galium aparine subsp. spurium (L.) Hartm.[5]

subsp. africanum Verdc.
- Galium uniflorum Quézel[6]

subsp. ibicinum (Boiss. & Hausskn.) Ehrend.
- Galium ibicinum Boiss. & Hausskn.
- Galium linczevskyi Pobed.[7]

subsp. spurium
- Aparine vaillantii (DC.) Fourr.
- Galium adhaerens DC.
- Galium agreste var. echinospermum Wallr.
- Galium agreste var. leiospermon Wallr.
- Galium aparine subsp. aparinella (Lange ex Cutanda) Jauzein
- Galium aparine var. aparinella (Lange ex Cutanda) Ortega Oliv., Devesa, Muñoz Garm., Herrero & *R.Gonzalo
- Galium aparine var. echinospermum (Wallr.) Farw.
- Galium aparine subsp. infestum Schübl. & G.Martens
- Galium aparine var. infestum (Waldst. & Kit.) Wimm. & Grab.
- Galium aparine f. leiocarpum Makino
- Galium aparine var. leiospermum (Wallr.) T.Durand
- Galium aparine f. pauciflorum (Bunge) Maxim.
- Galium aparine f. strigosa (Thunb.) Maxim.
- Galium aparine subsp. tenerum (Gren. & Godr.) Cout.
- Galium aparine f. tenerum (Gren. & Godr.) Hallier
- Galium aparine var. tenerum (Gren. & Godr.) Rchb.f.
- Galium aparine var. vaillantii (DC.) W.D.J.Koch
- Galium aparine f. vaillantii (DC.) W.D.J. Koch
- Galium aparinella Lange ex Cutanda
- Galium aparinoides K.Koch
- Galium biflorum Hochst. ex Boiss.
- Galium campestre Hochst. ex Boiss.
- Galium hispidum Roth
- Galium infestum Waldst. & Kit.
- Galium sororium Hance
- Galium strigosum Thunb.
- Galium tenerum Schleich. ex Gaud.
- Galium tibeticum Aswal & Mehrotra
- Galium tsukinanats Hassk.
- Galium vaillantii DC.
- Galium wutaicum Hurus.[8]